# Liste des conseillers départementaux de la Meuse
Pour un article plus général, voir Conseil départemental de la Meuse.
Cet article présente la composition de l'assemblée du conseil départemental de la Meuse.

## Assemblée départementale
Depuis 2015, le conseil départemental de la Meuse compte 34 conseillers départementaux (17 femmes et 17 hommes) issus des dix-sept cantons de la Meuse.
| Parti                                | Sigle | Sigle | Élus |
| ------------------------------------ | ----- | ----- | ---- |
| Majorité (26 sièges)                 |       |       |      |
| Divers droite                        |       | DVD   | 14   |
| Union des démocrates et indépendants |       | UDI   | 3    |
| Les Républicains                     |       | LR    | 3    |
| Divers Centre                        |       | DVC   | 4    |
| Sans étiquette                       |       | SE    | 2    |
| Élus de Gauche (8 sièges)            |       |       |      |
| Parti socialiste                     |       | PS    | 5    |
| Parti communiste français            |       | PCF   | 1    |
| Président du Conseil départemental   |       |       |      |
| Jérôme Dumont (DVD)                  |       |       |      |

## Liste des conseillers départementaux
| Canton               | Conseillers élus          | Parti | Parti |
| -------------------- | ------------------------- | ----- | ----- |
| Ancerville           | Jean-Louis Canova         |       | DVD   |
| Ancerville           | Hélène Sigot-Lemoine      |       | LR    |
| Bar-le-Duc-1         | Charline Singler          |       | DVG   |
| Bar-le-Duc-1         | Benoît Dejaiffe           |       | PS    |
| Bar-le-Duc-2         | Gérard Abbas              |       | LR    |
| Bar-le-Duc-2         | Martine Joly              |       | UDI   |
| Belleville-sur-Meuse | Marie-Paule Soubrier      |       | DVD   |
| Belleville-sur-Meuse | Julien Didry              |       | DVD   |
| Bouligny             | Jocelyne Antoine          |       | DVD   |
| Bouligny             | Benoît Watrin             |       | DVD   |
| Clermont-en-Argonne  | Jean-François Lamorlette  |       | DVD   |
| Clermont-en-Argonne  | Arlette Palanson          |       | LR    |
| Commercy             | Danielle Combe            |       | DVC   |
| Commercy             | Jean-Philippe Vautrin     |       | DVC   |
| Dieue-sur-Meuse      | Serge Nahant              |       | UDI   |
| Dieue-sur-Meuse      | Frédérique Serré          |       | DVD   |
| Étain                | Jérôme Stein              |       | DVG   |
| Étain                | Marie-Astrid Strauss      |       | DVG   |
| Ligny-en-Barrois     | Rémy Bour                 |       | SE    |
| Ligny-en-Barrois     | Isabelle Périn            |       | SE    |
| Montmédy             | Dominique Aarnink-Géminel |       | DVD   |
| Montmédy             | Pierre-Emmanuel Focks     |       | DVC   |
| Revigny-sur-Ornain   | Pierre Burgain            |       | PS    |
| Revigny-sur-Ornain   | Isabelle Jochymski        |       | PS    |
| Saint-Mihiel         | Sylvain Denoyelle         |       | UDI   |
| Saint-Mihiel         | Marie-Christine Tonner    |       | DVC   |
| Stenay               | Valérie Woitier           |       | DVD   |
| Stenay               | Stéphane Perrin           |       | DVD   |
| Vaucouleurs          | Francis Favé              |       | DVD   |
| Vaucouleurs          | Sylvie Rochon             |       | DVD   |
| Verdun-1             | Dominique Gretz           |       | PS    |
| Verdun-1             | Samuel Hazard             |       | PS    |
| Verdun-2             | Jérôme Dumont             |       | DVD   |
| Verdun-2             | Véronique Philippe        |       | DVD   |